# Аммі-цадука
Аммі-цадука (Аммі-Садука) (д/н — 1626 до н. е.) — 10-й цар Вавилона близько 1647—1626 років до н. е. (за короткою хронологією 1582—1562 до н. е.)

## Життєпис
Походив з I Вавилонської (Аморейської) династії. Син царя Аммі-Дітани. Невдовзі після сходження на трон мусив протистояти Країні Моря. Про перебіг подій обмаль відомостей, проте знано, що міста Лагаш і Ур з навколишніми областями було втрачено. Водночас північний кордон царства проходив набагато південніше Ашшура і Марі. Разом з тим вплив на область Хана було втрачено. Ймовірно, це було пов'язано з занепадом Давньоассирійського царства.
З областей за Тигром Амми-цадукі належали території аморейських племен ідамарац і ямутбала. Багато уваги приділяв зміцненню фортець, на 11-й рік наказав звести фортецю Дур-Аммі-цадука на березі каналу Шамшуілуна-нагаб-нухші та велику стіну в гирлі Євфрату.
Продовжив політику попередника щодо подолання проблеми зубожіння населення та попередження соціального протистояння. Для цього вже на 2-му році свого панування видав наказу про «справедливість» — туппам-гепум (на відміну від інших він зберігся майже в повному обсязі), яких скасував борги зі сплати оренди, позик, податків. Також цим наказом цар намагався запобігти протистоянню амореї і аккадців. Втім, ймовірно, економічна ситуація продовжувала погіршуватися. Тому Аммі-цадука на 10-й рік оголосив новий наказав про «справедливість».
На 16-й рік панування наказав прорити канал, що отримав ім'я вавилонського царя. Також намагався підтримувати загалом іригаційну систему.
Разом з тим за його панування адміністративний апарат і далі ефективно працювати, діяла система освіти. В школах писарів при храмах, які активно підтримував цар подарунками, не припинялася активна наукова та літературна діяльність. Так, до цього період відносяться найдавніші вавилонські астрономічні клинописні тексти — записи спостережень гілактичного сходу і заходу планети Венера з астрологічним трактуванням цих явищ. Саме до них сучасні історики прив'язують хронологію Месопотамії і Передньої Азії III і 1-ї половини II тисячоліть до н. е. Сходи й заходи в вавилонських записах можуть відповідати будь-якому з трьох можливих хронологічних періодів, розділених один від одного на 64 роки. Це в свою чергу змушує вчених обирати один з трьох хронологічних періодів царювання правителів держав Месопотамії і Передньої Азії — «довгого», «середнього» і «короткого».
Від імені Аммі-цадуки складено вавилонський ритуальний текст, де йдеться про ритуал поминання імен покійних предків в свято Молодика. До цього переліку потрапили міфічні імена, які дослідники ототожнюють з епонімом окремих західносемітських племен. Часом панування цього вавилонського царя датована найдавніша з відомих версій «Епос про Гільгамеша».
Йому спадкував син Самсу-дітана.